# Kapurthala (huyện)
Huyện Kapurthala là một huyện thuộc bang Punjab, Ấn Độ. Thủ phủ huyện Kapurthala đóng ở Kapurthala. Huyện Kapurthala có diện tích 1646 ki lô mét vuông. Đến thời điểm năm 2001, huyện Kapurthala có dân số 752287 người.